# Wollastonit
Wollastonit – minerał z gromady krzemianów. 
Nazwa pochodzi od nazwiska angielskiego wynalazcy, lekarza, fizyka, botanika, mineraloga i chemika Williama Hyde’a Wollastona (1766-1828), który po raz pierwszy opisał ten minerał.

## Charakterystyka

### Właściwości
Minerał kruchy, sporadycznie przezroczysty, azbestopodobny, włóknisty. Czasami zawiera domieszki: magnezu, żelaza, manganu. Tworzy kryształy słupkowe, pręcikowe, igiełkowe, rzadziej tabliczkowe. Występuje w skupieniach zbitych, skorupowych, pręcikowych, blaszkowych, pierzastych, spilśnionych.
Substancja CaO•SiO2 tworzy trzy polimorfy: trójskośny wollastonit-1T, jednoskośny wollastonit-2M, oraz powyżej 1126oC pseudowollastonit, który jest już krzemianem pierścieniowym.

### Chemizm
Wollastonity teoretycznie zawierają 51,71% SiO2 i 48,29% CaO. Występują też domieszki diadochowe: ok. 9,5% FeO, i 1,3% MnO. Obecny bywa także magnez.

### Geneza
Jest produktem metamorfizmu kontaktowo-metasomatycznego skał węglanowych, głównie wapieni.

### Występowanie
Minerał skał zmetamorfizowanych kontaktowo. Należy do grupy minerałów rzadkich, występuje tylko w niektórych rejonach Ziemi.
Miejsca występowania:
- na świecie: USA – Willsboro, Essex, Kalifornia, Rumunia –okolice Banat, Finlandia – Pargas, Francja, Włochy, Kanada, Rosja, Niemcy, Czechy, Szwecja,

- w Polsce: na Dolnym Śląsku – okolice Strzelina, Kłodzka, w Masywie Śnieżnika, i Górach Izerskich. Także na Wyżynie Krakowsko – Częstochowskiej.

### Zastosowanie
Wykorzystywany w przemyśle ceramicznym (do wyrobu płytek i dachówek), papierniczym, metalurgicznym i farbiarskim. Jest doskonałym izolatorem elektrycznym.
Jest atrakcyjnym kamieniem kolekcjonerskim. Niekiedy używany jest do wyrobu biżuterii.

### Galeria

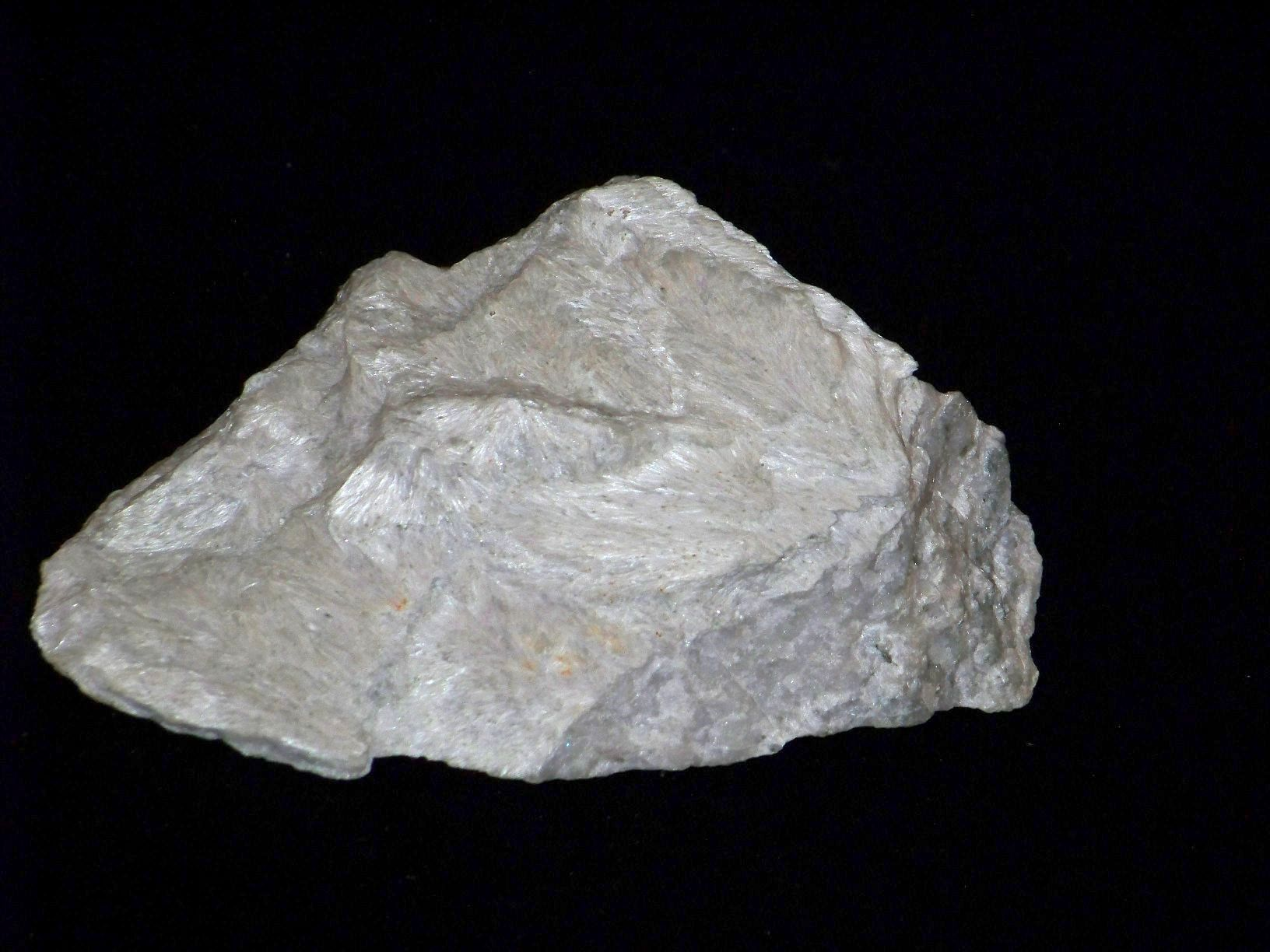
Wolastonit z kop. Stanisław, Izerskie Garby k. Szklarskiej Poręby, Góry Izerskie (12,5 x 9 cm)
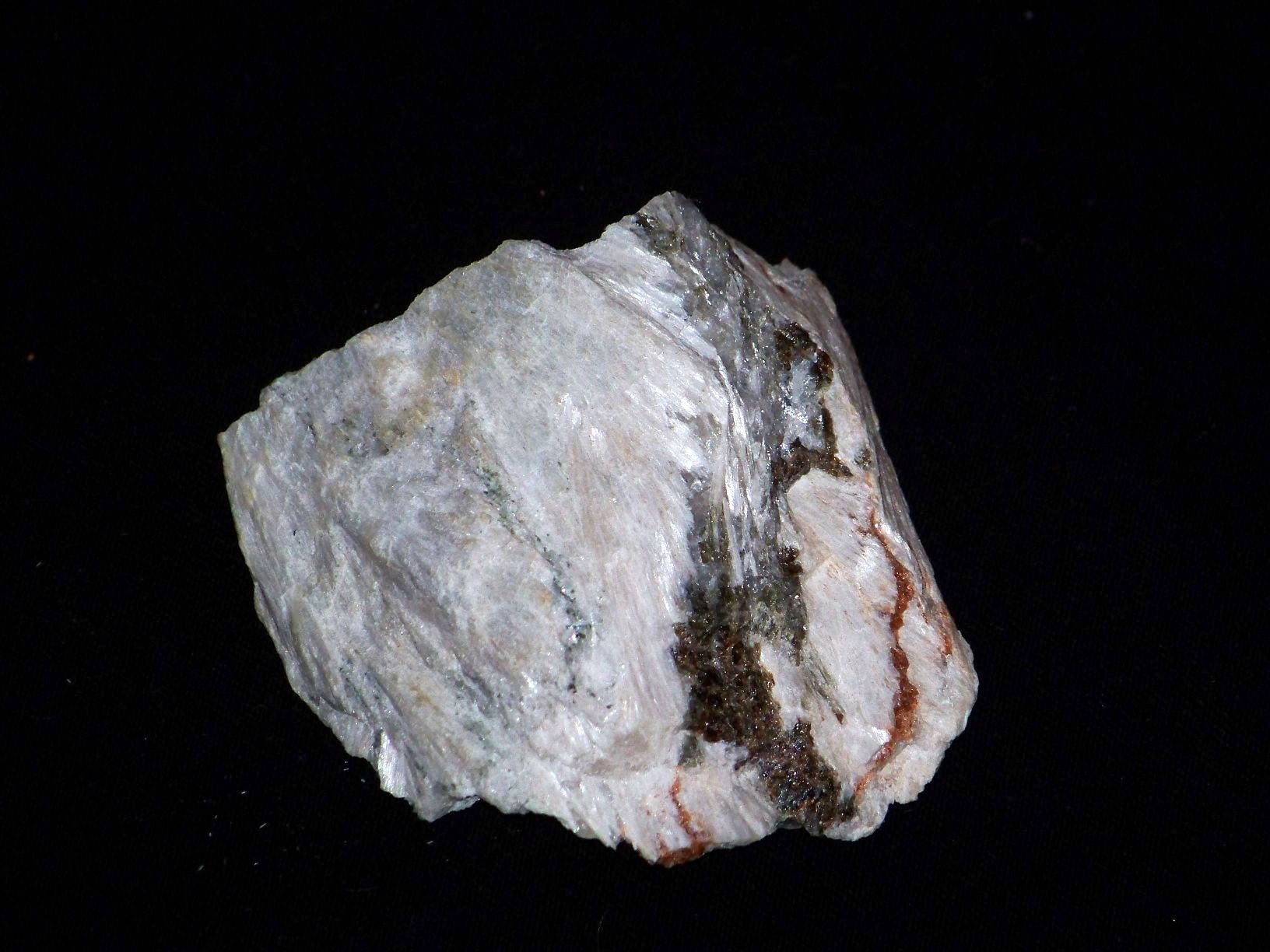
Wolastonit z kop. Stanisław w asocjacji z wezuwianem, andradytem i diopsydem, Izerskie Garby k. Szklarskiej Poręby, Góry Izerskie (7 x 6 cm)
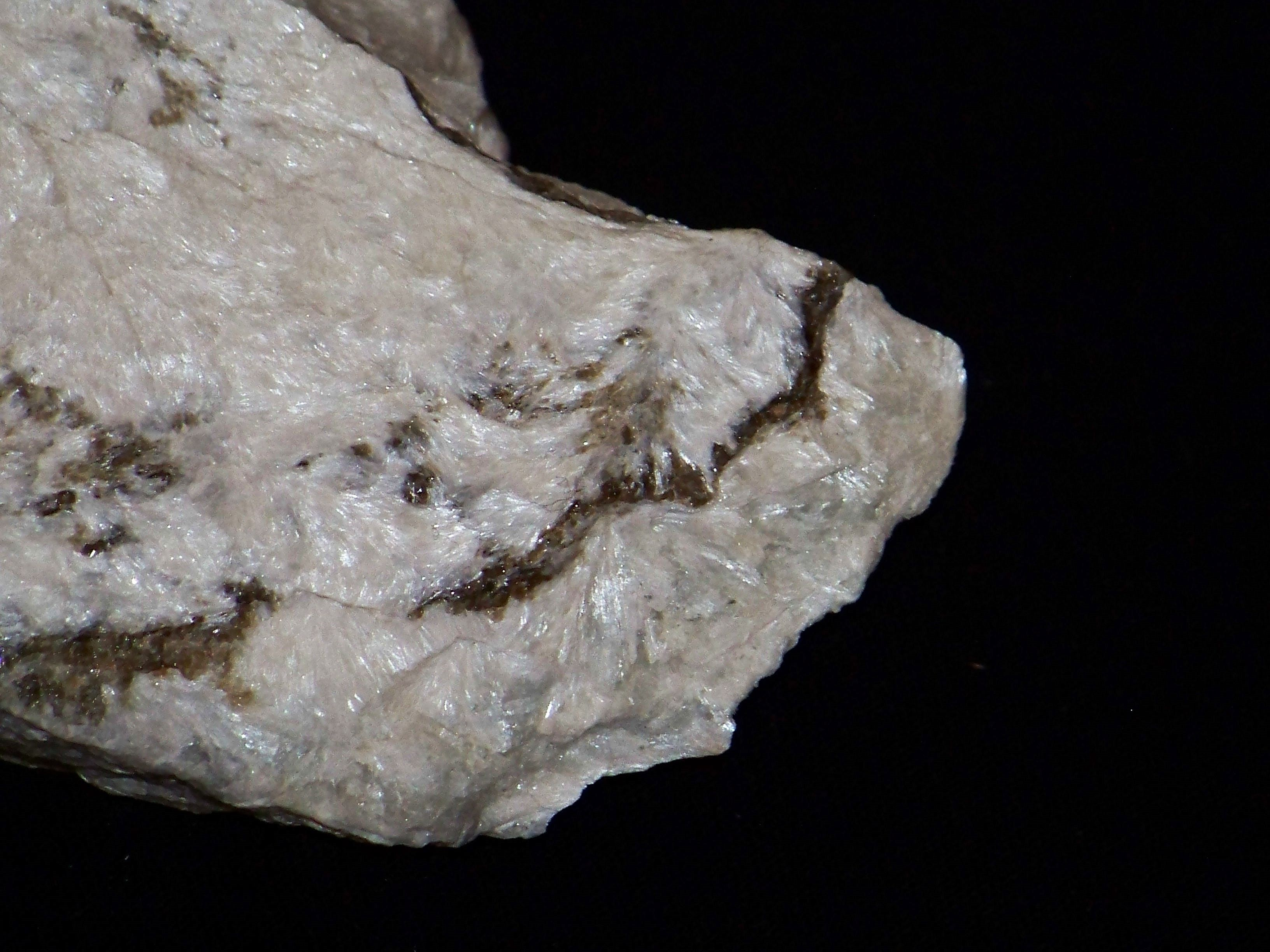
Wolastonit z kop. Stanisław w asocjacji z wezuwianem, Izerskie Garby k. Szklarskiej Poręby, Góry Izerskie (8 x 15 cm)
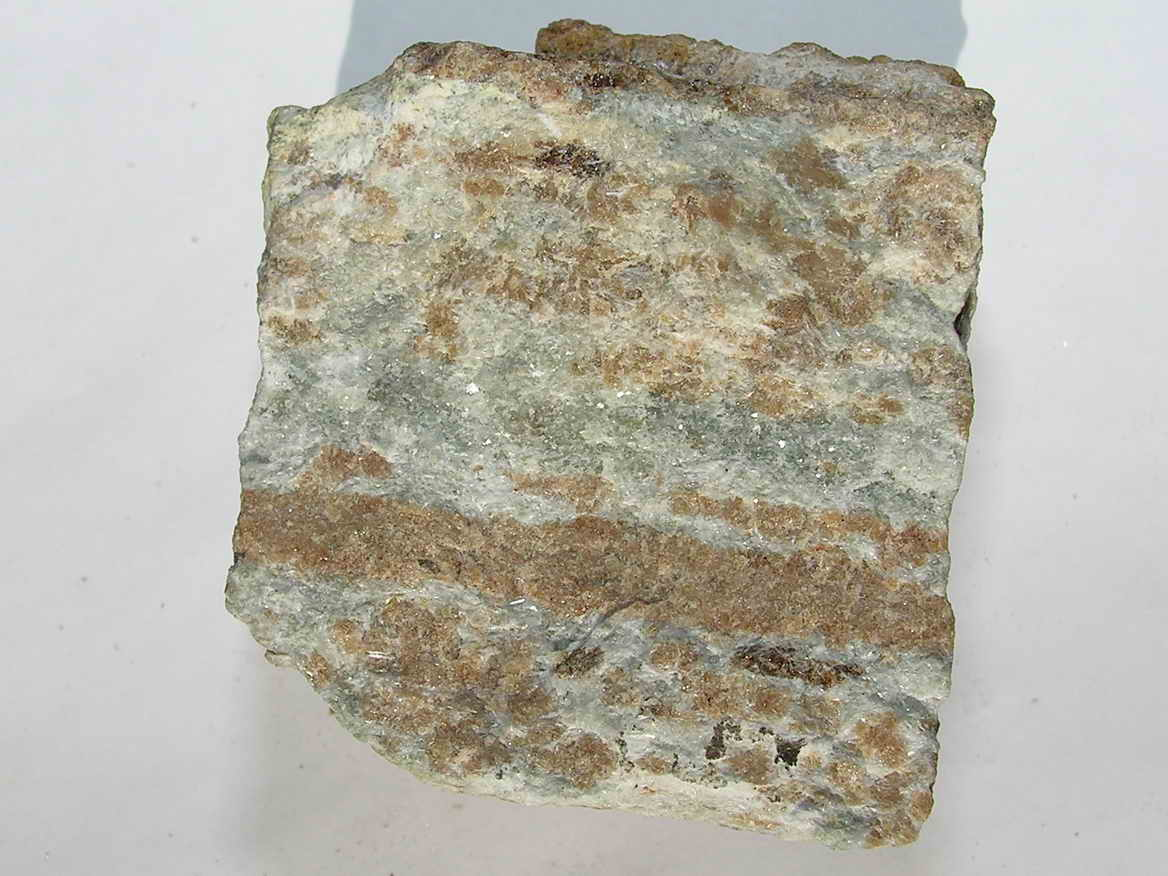
Wielobarwne odmiany wollastonitu